# أمجد حميد
أمجد حميد (ولد 8 أغسطس 1960 - 11 مارس 2006) هو إعلامي عراقي.

## حياته ومسيرته
علي امجد حميد حسن ولد 8 أغسطس 1960، عضوًا في نقابة الفنانين منذ عام 1982م. عمل لدى عدة مؤسسات فنية فقد عمل مصوراً تلفزيونياً لدى شركة بابل للإنتاج السينمائي والتلفزيوني وشركات الحضر وعشتار و البحر و بغداد والنمور للإنتاج السينمائي والتلفزيوني ثم عمل مخرج ومدير تصميم الإعلانات لدى شركة الشروق للإنتاج السينمائي والتلفزيوني ومن أشهر أعماله تصوير مسلسل ذئاب الليل التي هي من إنتاج شركة بابل وبعد الاحتلال (2003) عمل مصوراً تلفزيونياً لدى مكتب قناة الجزيرة في بغداد ثم مدير قسم التصوير لدى قناة السومرية ثم أصبح مدير قناة العراقية الفضائية.

## اغتياله
اغتالوا مسلحين أمجد حميد في حي الخضراء بتاريخ 11 مارس عام 2006، غرب بغداد عندما كان في طريقه إلى عمله بسيارته. وقالت الشرطة إن حميد قضى نحبه على الفور فيما نقل السائق إلى المستشفى حيث توفي هناك بعد حوالي ثلاث ساعات.